# Cand.merc.
Cand.merc. (candidatus/candidata mercaturae) er betegnelsen for en person, der er indehaver af en kandidatgrad i erhvervsøkonomi. Den engelske betegnelse for titlen cand.merc. er Master of Science in Economics and Business Administration, som forkortes MSc(Econ.).
På cand.merc.-studiet specialiserer kandidaten sig i et økonomisk fagområde fx afsætningsøkonomi, finansiering, ledelse og organisationsteori, økonomistyring, mv. På engelsk kan kandidaten enten benytte den generelle titel for den erhvervsøkonomiske kandidatuddannelse, dvs. Master of Science in Economics and Business Administration, eller den specifikke økonomiske specialisering, dvs. hvis kandidaten har en cand.merc. i finansiering kan titlen Master of Science in Finance benyttes.
Endvidere findes der flere kombinationsuddannelser:
- cand.merc.(iec), kandidatgrad i international økonomisk rådgivning, Master of Science in International Economic Consulting.
- cand.merc.(dat.), kandidat i erhvervsøkonomi og datalogi, Master of Science in Business Administration and Computer Science.
- cand.merc. (hrm), kandidat i erhvervsøkonomi og Human Ressource Management, Business Administration and Human Ressource Management.
- cand.merc.(it.), kandidat i erhvervsøkonomi og informationssystemer, Business Administration and Information Systems.
- cand.merc.(ib), kandidat i erhvervsøkonomi, international business, Master of Science in International Business.
- cand.merc.(imm), kandidat i erhvervsøkonomi, international markedsføring og ledelse, Master of Science in International Marketing and Management.
- cand.merc.(im), kandidat i erhvervsøkonomi, international markedsføring, Master of Science in International Marketing.
- cand.merc.(fil.), kandidat i erhvervsøkonomi og filosofi, Master of Science in Business Administration and Philosophy.
- cand.merc.(fsm.), kandidat i finansiering og strategisk ledelse, Master of Science in Finance and Strategic Management.
- cand.merc.(asc.), kandidat i regnskab, strategi og kontrol, Master of Science in Accounting, Strategy and Control.
- cand.merc.(fir.), kandidat i finansiering og regnskab, Master of Science in Finance and Accounting.
- cand.merc.(int.), kandidat i erhvervsøkonomi og erhvervssprog, – Master of Science in Business Administration and Modern Languages.
- cand.merc. (jur.), kandidat i erhvervsøkonomi og erhvervsjura, Master of Science in Business Administration and Commercial Laws.
- cand.merc.(kom.), kandidat i erhvervsøkonomi og virksomhedskommunikation, Master of Science in Business Administration and Corporate Communication.
- cand.merc.(mat.), kandidat i erhvervsøkonomi og matematik, Master of Science in Business Administration and Mathematical Business Economics.
- cand.merc.(psyk.), kandidat i erhvervsøkonomi og psykologi, Master of Science in Business Administration and Psychology.
- cand.merc.(pol.), kandidat i international erhvervsøkonomi og politik, Master of Science in International Business and Politics.
- cand.merc.(scm.), kandidat i erhvervsøkonomi og supply chain management, Master of Science in Supply Chain Management.
- cand. merc.(cm.), kandidat i erhvervsøkonomi og change management, "Master of Science in Business Administration and Change Management."
- cand.merc.(mar.), kandidat i erhvervsøkonomi og Marketing, Master of Science in Business Administration and Marketing Management.
- cand.merc.(sol.), kandidat i erhvervsøkonomi og Strategi, organisation og ledelse, Master of Science in Business Administration and Organisation.
- cand.tech.merc., kandidat i almen erhvervsøkonomi, for studerende med en naturvidenskablig/teknisk bacheloruddannelse.
- cand.merc.(fin.), kandidat i finansiering og investering , Master of Science in Finance and Investments.
- cand.merc.(emf), kandidat i økonomisk markedsføring, Master of Science in Economic Marketing.
- cand.merc.(ebusiness), kandidat i erhvervsøkonomi og ebusiness, Master of Science in Business Administration and Ebusiness.
- cand.merc.(bi), kandidat i erhvervsøkonomi og business intelligence, Master of Science in Business Administration and Business Intelligence.
- cand.merc.(fib), kandidat i erhvervsøkonomi, finansiering og international business, Master of Science in Business Administration, Finance and International Business.
- cand.merc.(si.), kandidat i erhvervsøkonomi og sundhedsinnovation, Master of Science in Business Administration and Innovation in Health Care.

Bemærk dog, at uddannelsen Cand.merc.aud. trods navneligheden ikke hører til disse kombinationsuddannelser.
Optagelse på den erhvervsøkonomiske kandidatuddannelse forudsætter, at man har bestået den erhvervsøkonomiske bacheloruddannelse, HA, HA Pro. HA(mat.), HA(dat.), HA(it), HA(int.), HA(jur.), HA(kom.), HA(fil.), HA(pol.) eller HA(psyk.). For kombinationsuddannelserne nævnt ovenfor gælder dog særlige optagelsesregler.
Cand.merc. kan læses på Copenhagen Business School, Aarhus BSS, Syddansk Universitet, Aalborg Universitet og Roskilde Universitet 